# Huang Nanyan
Huang Nanyan (Quancim, 11 de abril de 1977) é uma jogadora de badminton chinesa, medalhista olímpica, especialista em duplas.

## Carreira
Huang Nanyan representou seu país nos Jogos Olímpicos de Verão de 2000, conquistando a medalha de prata, nas duplas femininas com Yang Wei.